# Balkarios
Los balkarios (en karachái-bálkaro: Малкъарлыла, romana: Malqarlıla or таулула) son un pueblo túrquico de la región del Cáucaso, «titular» de la república de Kabardia-Balkaria. El Idioma karachayo-bálkaro pertenece al subgrupo ponto-caspiano del grupo noroccidental (kripchak o turco cúmano) de las lenguas túrquicas. Relacionado con el idioma tártaro de Crimea y con el cumuco. También se afirma que los balkarios son los remanentes de una rama de una tribu de los búlgaros que se internaron en el Cáucaso después del movimiento hacia el oeste de la ola de hunos iniciada en el siglo IV a. C.
En el exilio desarrollaron una conciencia étnica común y comenzaron a definirse a sí mismos como meskh o turcos meskhi. En los años sesenta y setenta adquirieron notoriedad por su lucha para que se les permitiese emigrar a Turquía o regresar a Georgia. En 1989 estallaron disturbios antimeskh el valle de Ferganá, de Uzbekistán, y muchos meskh huyeron hacia otras regiones de la URSS. Las autoridades georgianas estuvieron indecisas acerca de permitir el retorno en masa de los meskh, a menos que asumieran la identidad georgiana. En 1990 se estableció su asociación estandarte, Vatan (tierra natal).
Sobre 105.000 balkarios en 2002 vivían en la república rusa de Kabardino-Balkaria.
El término «Balkario» se afirma que se deriva de Bolgar o Bulgar, suponiéndose que los balkarios fueron los búlgaros que vivieron en Onoghur y la Gran Bulgaria y que permanecieron en el Cáucaso mientras que otros emigraron a los balcanes y al Volga medio. 
En 1944, Stalin acusó a los balkarios de Kabardino-Balkaria de colaboracioń con la Alemania nazi, y deportó a toda la población. El territorio fue renombrado como República Autónoma Socialista Soviética de Kabardina hasta 1957, cuando a la población balkar se le permitió volver, el nombre fue restaurado.